# Pandanus scopula
Pandanus scopula är en enhjärtbladig växtart som beskrevs av Otto Warburg. Pandanus scopula ingår i släktet Pandanus och familjen Pandanaceae.
Artens utbredningsområde är Burma. Inga underarter finns listade.